# Veøya
Veøya est une petite île du Romsdalsfjorden dans le comté de Møre og Romsdal, en Norvège. Sa superficie est de 6 km2.

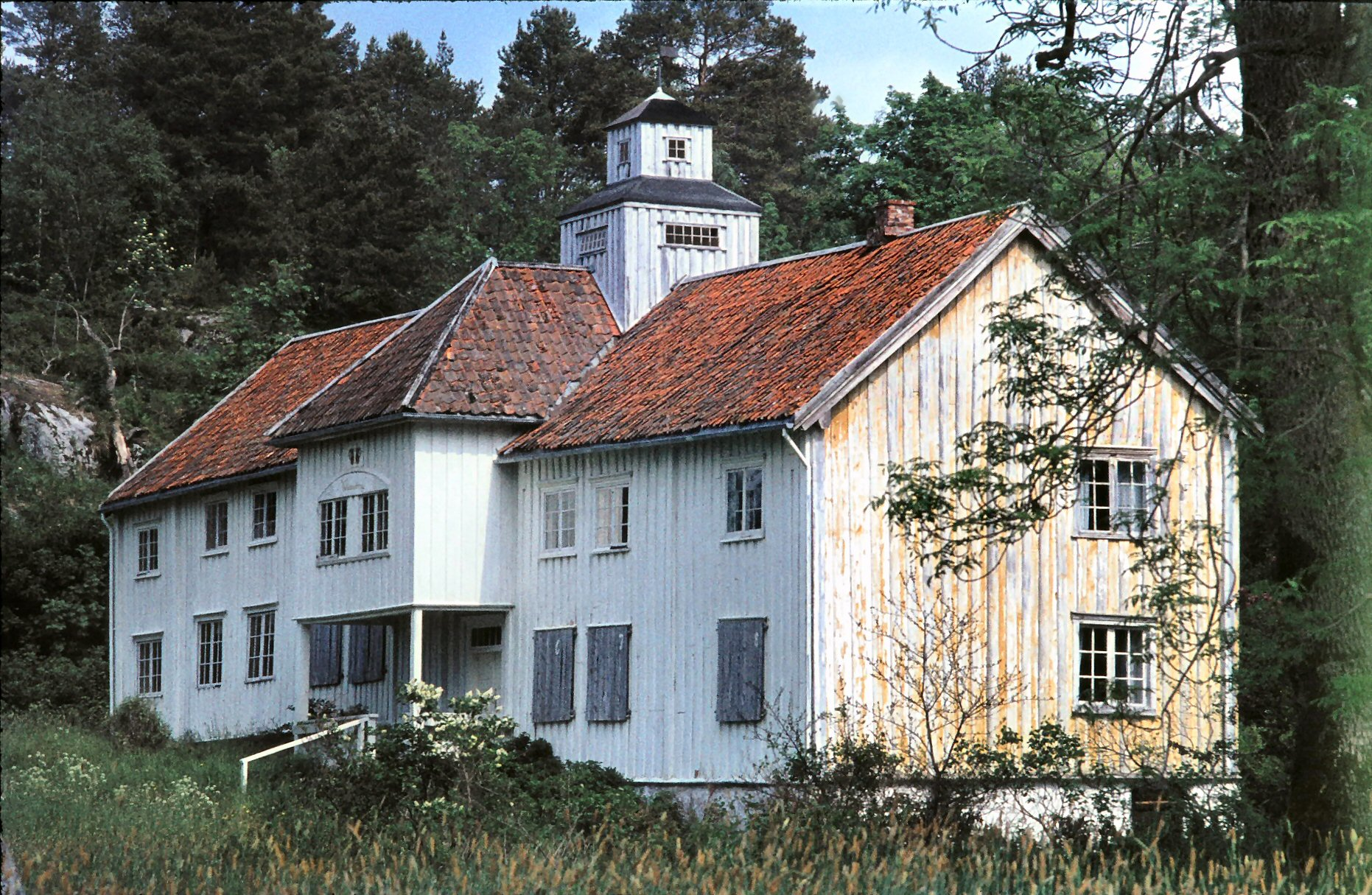
Le presbytère en 1967

Il faut distinguer l'île (Veøya) de l'ancienne paroisse et commune (Veøy). Lors du rattachement de Veøya à Molde en 1964, les parties de la commune n'étant pas sur l'île ont été rattachées à Rauma.

## Histoire
À l'époque viking, l'île de Veøya jouait le rôle de plaque tournante. Les navires vikings allaient rarement au nord de Hustadvika mais plutôt dans le Romsdalsfjorden et plus loin à l'intérieur des terres où se situe aujourd'hui Åndalsnes où l'on pouvait aller soit plus à l'est, soit plus au nord vers Nidaros. L'île de Veøya de par son emplacement stratégique abritait un emporium (port marchand) qui était tout à la fois centre économique, financier et religieux.
La commune médiévale sur Veøya, a été d'abord mentionnée par l'historien Snorri Sturluson comme l'emplacement de la bataille de Sekken en 1162, où le roi Hakon II a été tué en se battant avec le Jarl Erling Skakke, pendant les guerres civiles norvégiennes.
L'île est aujourd'hui inhabitée. Les seuls bâtiments à être restés sont l'église et le presbytère. Ce dernier avait été acheté en 1905 par le lieutenant de marine norvégien William Coucheron-Aamot (1868–1948). Son fils l'a légué par testament en 1990 au musée du Romsdal. L'église qui date du Moyen Âge appartient à Molde et est encore utilisée quelques dimanches dans l'année, en particulier le dimanche de la Pentecôte.

## Fouilles archéologiques
Des fouilles archéologiques eurent lieu de 1990 à 1992, dirigées par Brit Solli. Parmi des vestiges des XIIe et début XIIIe siècles, il a été trouvé une bague en or avec une inscription mystérieuse en français : Eric entre amis et je suis drue amie, A.M.. 